# Topper (site paléolithique)
Pour les articles homonymes, voir Topper.
Topper est un site préhistorique du Paléolithique supérieur américain, situé en Caroline du Sud, aux États-Unis.

## Localisation
Le site de Topper est situé sur une terrasse près de la rivière Savannah, à 137 km au sud-ouest de Columbia, en Caroline du Sud.

## Historique
En 1998, Albert Goodyear (en), chercheur-archéologue de l’institut d’archéologie et d’anthropologie de l’université de Caroline du Sud, effectua des fouilles sous le niveau archéologique Clovis et trouva des artéfacts, dont des lames de silex et des burins. Contrairement à d’autres sites pré-Clovis en Amérique du Nord, Albert Goodyear n’a cependant trouvé aucune trace de la technologie des bifaces.
Aucune matière organique ne s'étant conservée dans le sol acide, il a été impossible d'effectuer une datation par le carbone 14. Une autre méthode de datation, appelée thermoluminescence optique, a cependant permis de déterminer que les éléments situés juste au-dessous du niveau pré-Clovis dataient d'environ 20 000 ans. Ceci signifie que ce site est bien plus ancien que la période Clovis, datée de 13 500 ans avant le présent.

## Datation
En 2004, Albert Goodyear a annoncé que de nouvelles datations au carbone 14 de morceaux de charbon de bois trouvés récemment dans le site de Topper seraient approximativement de 50 000 ans, soit approximativement 37 000 ans avant la période Clovis.
Tom Stafford, géo-archéologue de l’université du Wisconsin, a collecté trois échantillons de bois carbonisés d'une couche profonde à l'emplacement où, selon Albert Goodyear, des outils et des outils en pierre de fabrication humaine ont été également trouvés. Deux de ces échantillons ont été datés d’environ 50 000 ans.

## Débat
Albert Goodyear, qui a commencé à fouiller l'emplacement dans les années 1980, pense que les objets façonnés en pierre sont des outils. Lors de la publication de ses premiers rapports, des archéologues ont contesté ces conclusions, suggérant que les artéfacts pouvaient être d'origine naturelle. D'autres archéologues ont rejeté les dates du radiocarbone. Albert Goodyear a découvert les artéfacts en question en creusant quatre mètres en dessous du niveau daté de la culture Clovis. Jusque là, il était peu commun pour des archéologues de creuser plus profond que la couche de la culture Clovis, parce qu'ils estimaient qu'aucun objet façonné par l’Homme ne pouvait être plus ancien que ceux des sites Clovis.
Theodore Schurr, professeur d’anthropologie à l’université de Pennsylvanie et conservateur du musée de l’université, déclare que si la date de 50 000 ans des échantillons est confirmée, cela aura un impact significatif sur la connaissance des déplacements de populations autour du globe et du peuplement du Nouveau Monde[réf. nécessaire].
Selon Dean Snow, cette affirmation de 3 000 ans avant la datation habituellement donnée pour la culture Clovis est un nombre beaucoup plus probable et plausible que la limite supérieure de datation au radiocarbone. Les preuves antérieures à la culture Clovis de quelques milliers d'années sont communément appelées l'étape « pionnière » de la culture Clovis.